# Louis Marchal
Louis Marchal (1879-1954) fue un arquitecto francés del movimiento Art nouveau.
Entre otros proyectos realizó junto a  Émile Toussaint :
- la Cámara de Comercio y de industria de Meurthe y Mosela, en Nancy. 48°41′28″N 6°10′38″E / 48.69111, 6.17722
- Un estudio de artista de 1899 en Laval , actualmente reconvertido en centro deportivo

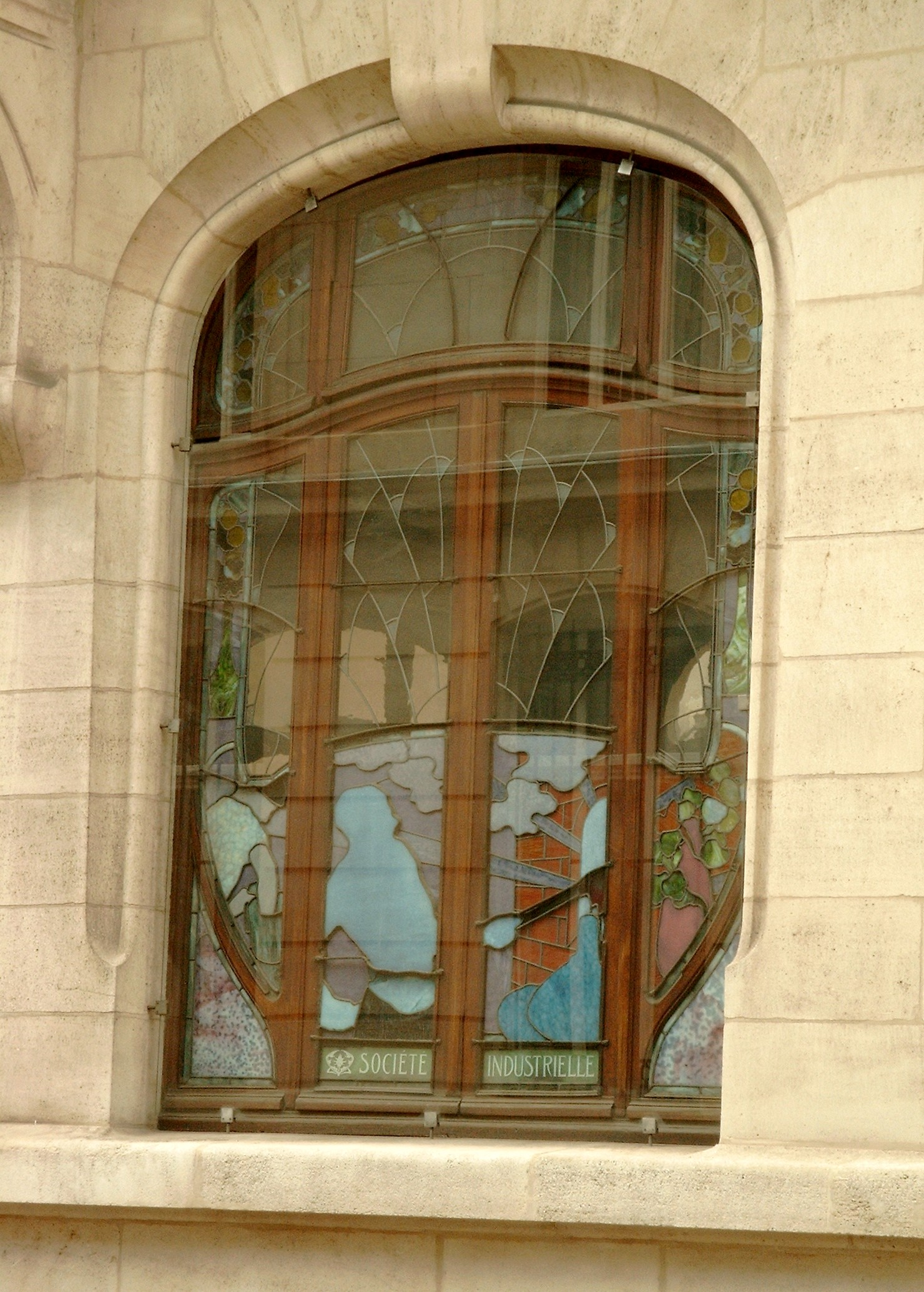
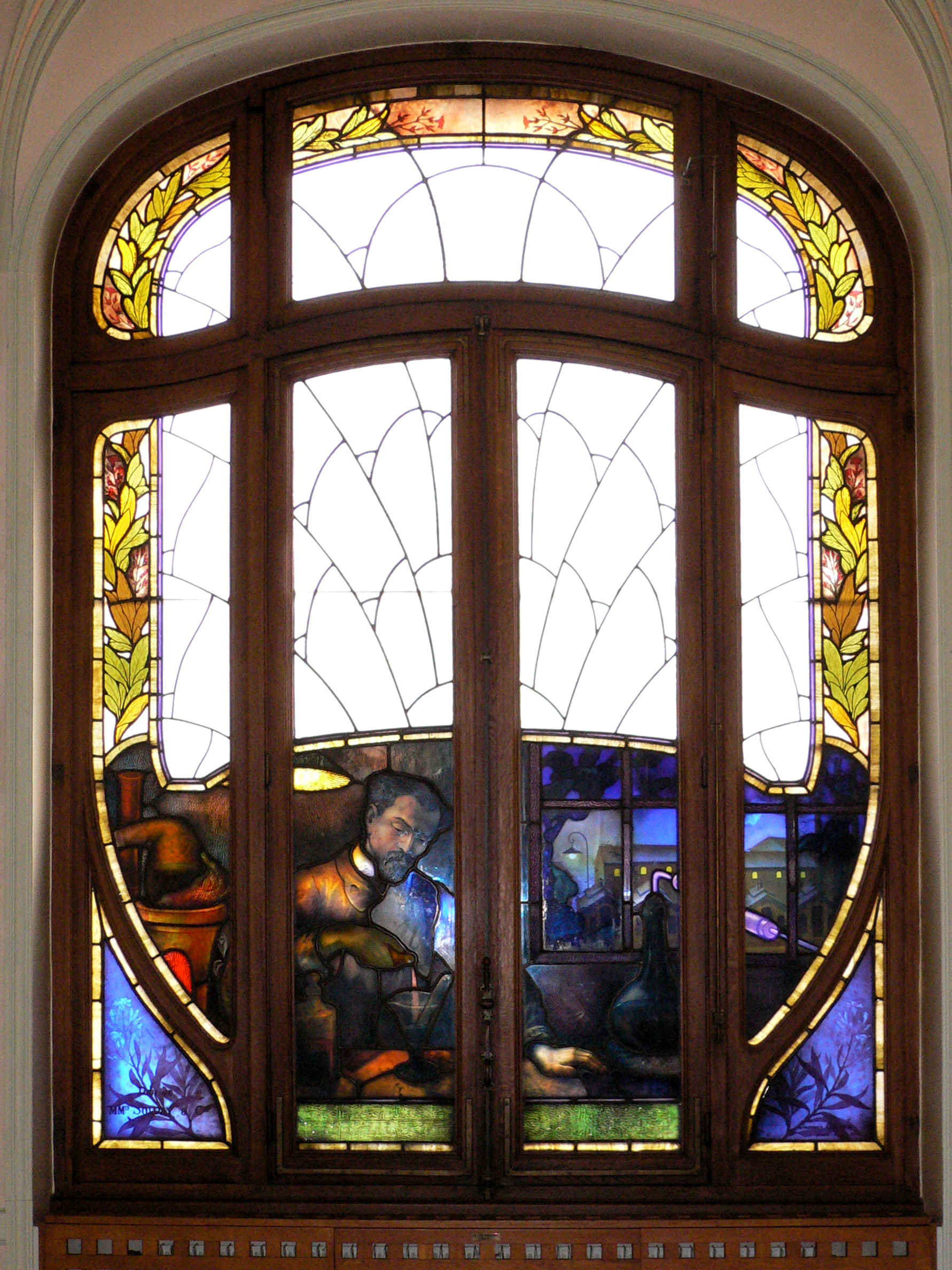

(pinchar sobre la imagen para agrandar) 